# 布列塔尼地区沙特尔
布列塔尼地区沙特尔（法語：Chartres-de-Bretagne，法語發音：[ʃaʁtʁ də bʁətaɲ]）是法国伊勒-维莱讷省的一个市镇，位于该省中部，属于雷恩区和雷恩都会区，其市镇面积为9.95平方公里，2022年1月1日时人口数量为8678人。
布列塔尼地区沙特尔是雷恩都会区的组成部分，是雷恩南郊的重要卫星城，因其境内的标致雪铁龙雷恩工厂而闻名。

## 地名
在1921年以前，布列塔尼地区沙特尔仅称为“沙特尔”。
该地在部分地图中的名称为“沙尔特雷德布雷塔尼”，此名称为地图从Wikidata上抓取的中文维基早期机翻误译，而“布列塔尼地区沙特尔”一名则已修正。

## 行政
布列塔尼地区沙特尔的邮政编码为35131，INSEE市镇编码为35066。

## 地理

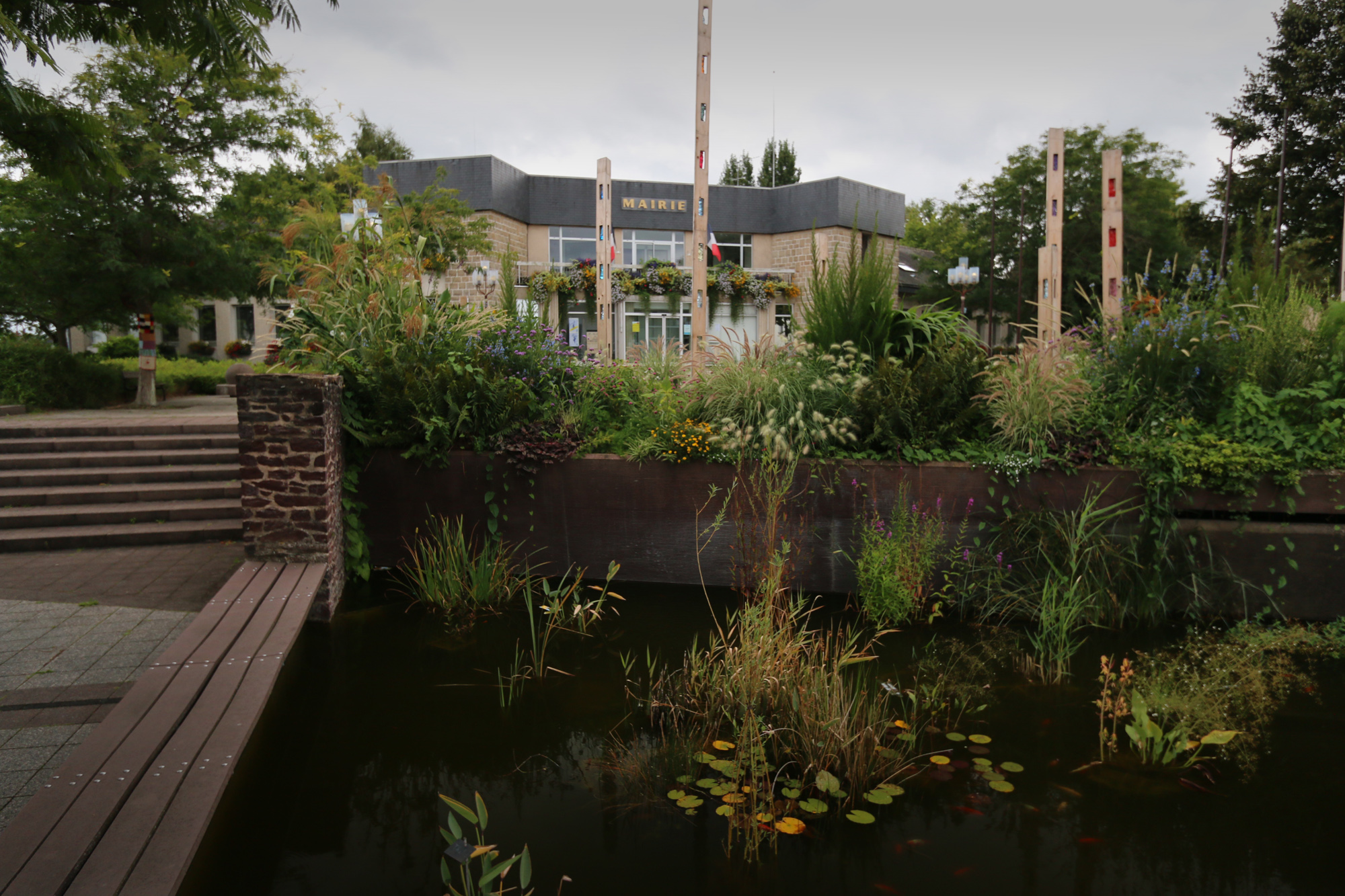
市政厅

布列塔尼地区沙特尔（48°2'22"N, 1°42'14"W）位于法国西北部，布列塔尼大区东部和伊勒-维莱讷省中部，距离省会雷恩大约5公里。
与布列塔尼地区沙特尔接壤的市镇包括：圣雅克德拉朗德、蓬佩昂、布吕兹、塞什河畔努瓦亚勒沙蒂永。

### 地形
布列塔尼地区沙特尔境内地势平坦，海拔在16至50米之间。

### 地质
布列塔尼地区沙特尔所处地区是法国著名的法兰石聚集区。法兰石是沉积石灰岩的一种，因其主要分布于中新世的法兰海湾（今卢瓦尔河下游地区）而闻名。布列塔尼地区沙特尔法兰石是法兰石的重要代表。

### 气候
按照柯本气候分类法，布列塔尼地区沙特尔属于较为典型的温带海洋性气候，全年温差较小，降水分布均匀。

## 交通
法国国道N137线经过境内东部，并设有一个出入口；伊勒-维莱讷省省道D34线和D837线在布列塔尼地区沙特尔镇中心境内交汇。雷恩公交59路、72路、91路和172快线经过布列塔尼地区沙特尔境内并设有站点。

## 政治
现任布列塔尼地区沙特尔市长为菲利普·博南先生（Philippe Bonnin），他是一名左翼无党派人士。

## 经济

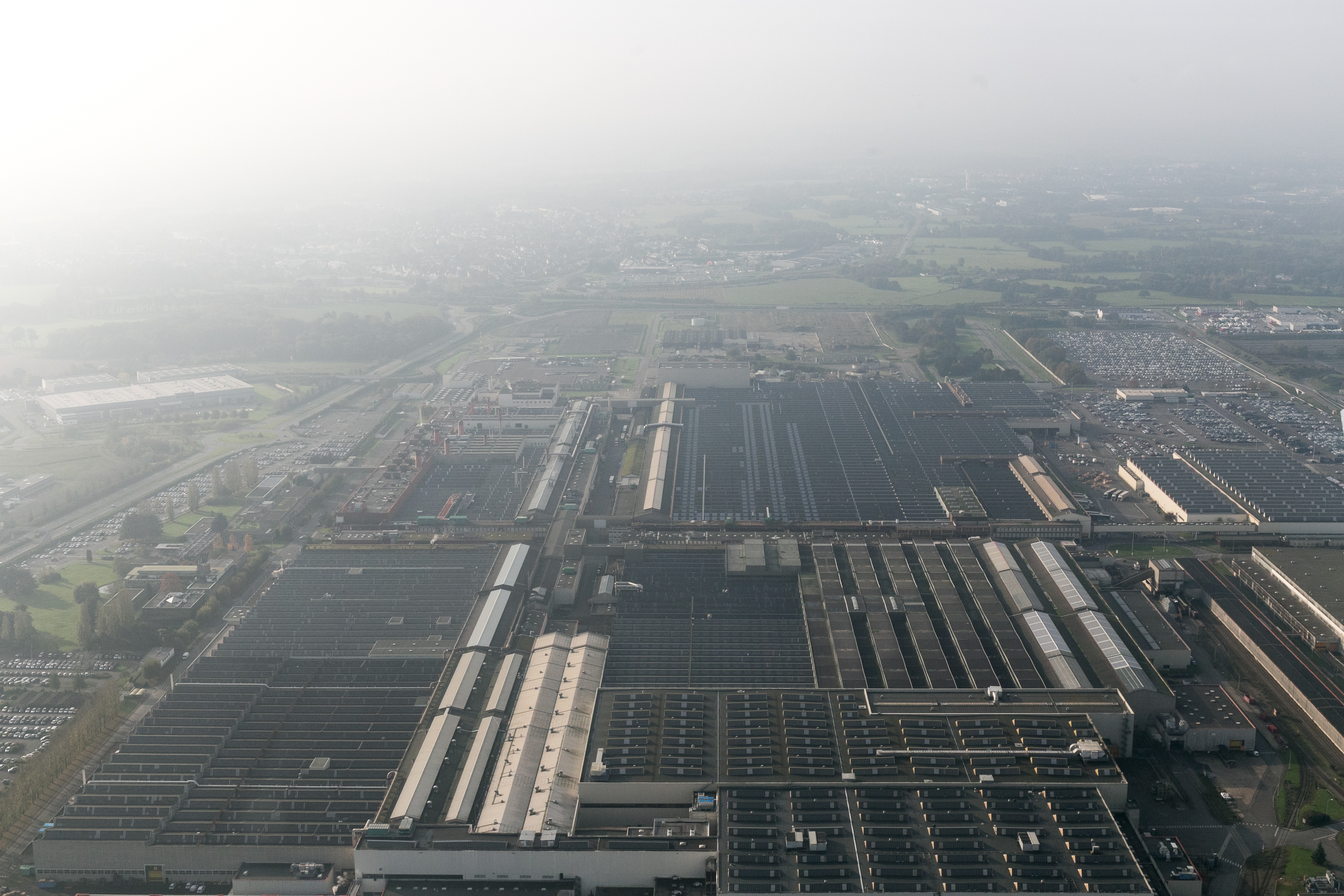
标志雪铁龙雷恩工厂

1960年，标致雪铁龙在布列塔尼地区沙特尔境内修建了标致雪铁龙雷恩工厂，成为法国本土规模最大的汽车制造基地之一，为当地带来了数千个就业岗位。

## 人口
| 年份   | 1936 | 1946 | 1954  | 1962  | 1968  | 1975  | 1982  | 1990  | 1999  | 2006  | 2007  | 2008  | 2013  | 2017  |
| ------ | ---- | ---- | ----- | ----- | ----- | ----- | ----- | ----- | ----- | ----- | ----- | ----- | ----- | ----- |
| 人口數 | 764  | 895  | 1,005 | 1,770 | 1,579 | 3,100 | 4,869 | 5,543 | 6,467 | 6,889 | 6,948 | 7,006 | 7,395 | 7,800 |

## 建筑
布列塔尼地区沙特尔境内有两处法国国家文物保护单位：
- 布列塔尼地区沙特尔炼炉（法语：Fours à chaux de Chartres-de-Bretagne），建于19世纪中期，于1993年被列入法国国家文物保护单位[8]。
- 丰特奈城堡

## 友好城市
- 爱尔兰 西部新堡（法语：Newcastle West）
- 法國 圣阿泰姆
- 波蘭 勒武韋克
- 羅馬尼亞 克勒拉希乡
- 德国 哈斯默斯海姆
- 莫普提